# Claude Mandonnaud
Claude Georgette Andrée Mandonnaud (Limoges, 2 april 1950) is een Frans voormalig zwemster. Ze nam deel aan twee edities van de Olympische Zomerspelen: Mexico-Stad 1968 en München 1972.

## Biografie
Mandonnaud won in 1966 bij haar debuut op de Europese kampioenschappen goud op de 400 meter vrije slag. Op de 100 meter vrije slag werd ze vijfde. Nog twee keer zou ze meedoen aan het EK. In 1970 deed ze wel mee op drie onderdelen, maar kwam ze niet verder dan de vijfde plek op de 200 meter vrije slag. Bij haar laatste deelname in 1974 won ze met het Franse team brons op de 4x100 meter vrije slag.
Ze nam twee keer deel aan de Olympische Zomerspelen (in 1968 en in 1972). Haar beste prestatie behaalde ze in 1968 in Mexico-Stad toen ze zesde werd op de 200 meter vrije slag.
In 1971, toch al niet meer op het hoogtepunt van haar kunnen, zette ze nog de beste tijd neer van alle Franse zwemmers op vijf verschillende afstanden.
Na haar sportieve carrière werd ze coach van de junioren en werkte ze bij de zwemclub CN Marseille. Mandonnaud werd in 1966 onderscheiden met de Nationale Orde van Verdienste en werd in 2023 benoemd tot Ridder in het Franse Legioen van Eer.

## Erelijst
- Europese kampioenschappen: 1x , 1x